# Das Fest in Coqueville

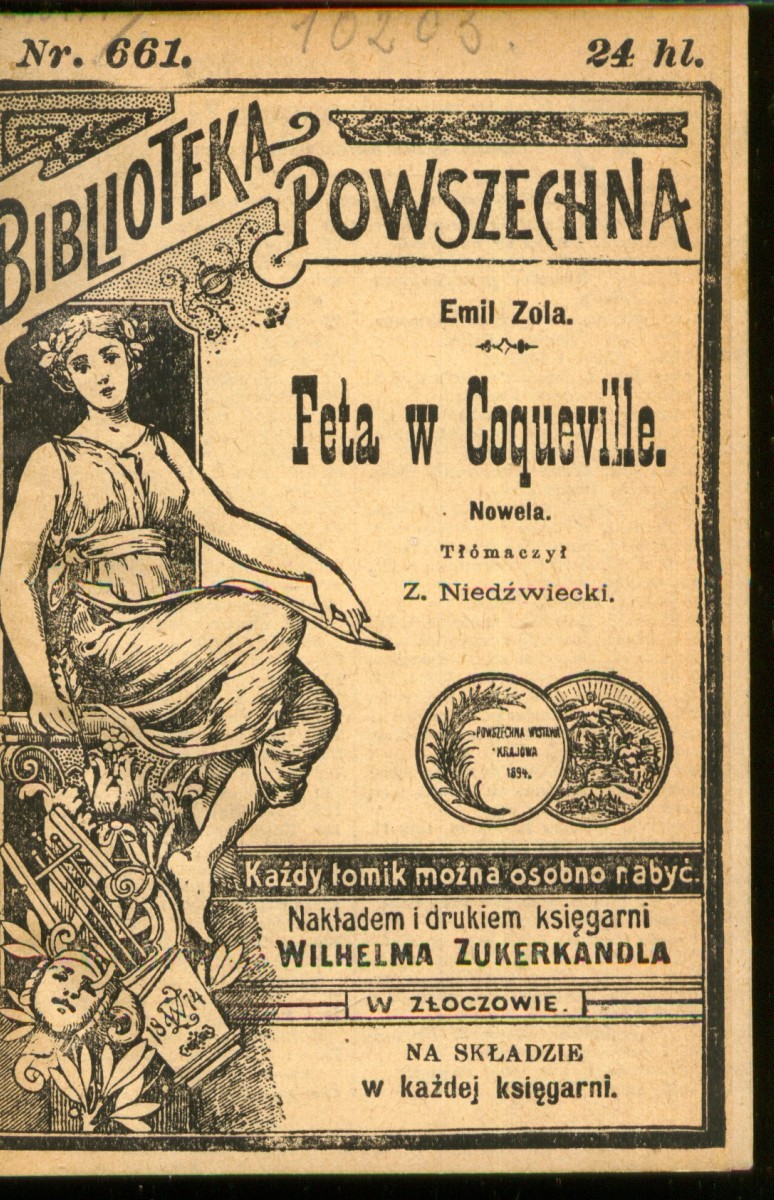
Polnische Ausgabe von 1908

Das Fest in Coqueville ist eine Novelle des französischen Schriftstellers, Journalisten und Malers Émile Zola. Das Werk erschien im Original unter dem Titel La Fête à Coqueville zusammen mit drei anderen Texten erstmals 1890 verlegt von Ernest Flammarion in Paris.
Auf Deutsch erschien der Text in einem Sammelband mit Novellen in der Übersetzung von Henriette Dévidé 1945 im Reclam-Verlag unter dem Titel Das Fest in Coqueville und andere Novellen. Später folgten eigene Ausgaben in kleinen Bänden. Weiterhin wurden Hörspiele/-bücher auf Grundlage des Textes veröffentlicht.

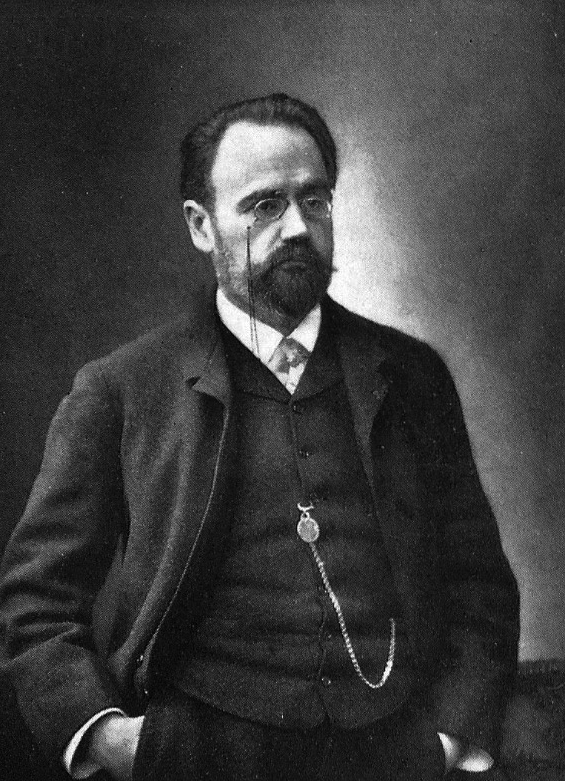
Der Autor um 1900

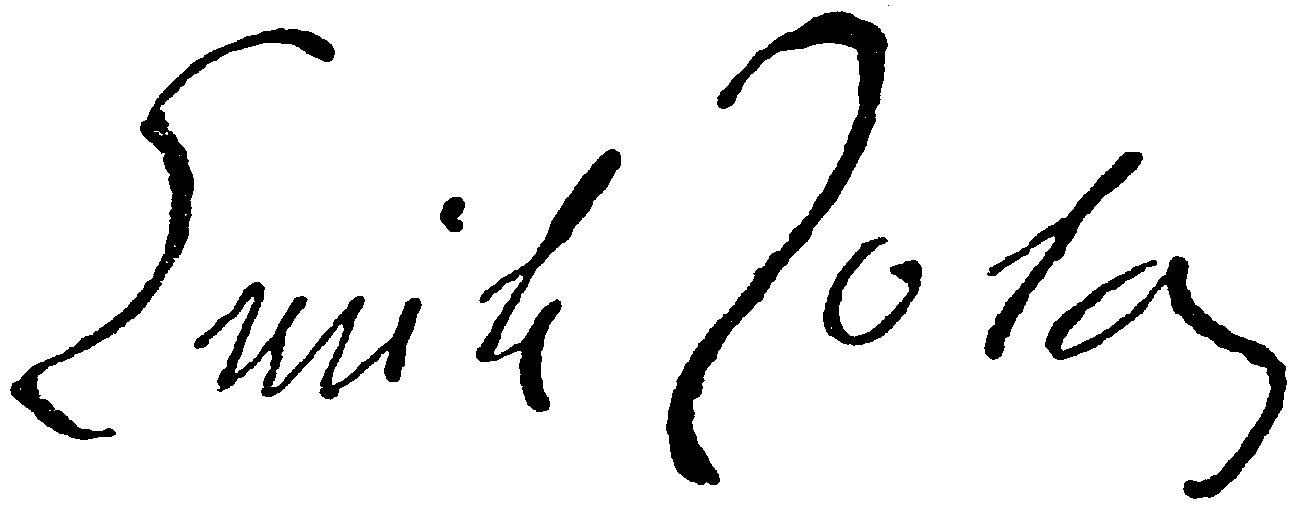

## Handlung
Das fiktive kleine und ärmliche französische Fischerdorf Coqueville liegt isoliert an der Felsenküste. Nahezu alle der etwa 200 Menschen im Ort sind Fischer. Zur Zeit der Handlung, so der Erzähler, ist es auch nur über den Seeweg zu erreichen. Im Ort gibt es einen jahrhundertealten Hass zwischen den beiden einzigen Familien des Dorfes: den Mahés und den Floches. Doch die beiden jungen Leute Delphin und Margot – obwohl aus unterschiedlichen Familien – verlieben sich. Sie müssen daher das Schlimmste befürchten. Kurz vor der Eskalation, ausgelöst durch ihre Beziehung, geht ein englischer Frachter vor der Küste unter. Seine Ladung besteht fast ausschließlich aus alkoholischen Getränken, die nach und nach an den Strand gespült werden oder den Fischern ins Netz gehen. Alkohol war auf Grund der isolierten Lage in dem kleinen Dorf vorher so gut wie kein Thema. Die Bewohner beginnen, die in den Netzen eingefangenen oder an Land gespülten Getränke zu kosten. Mehr oder weniger entwickelt sich so ein ständiges (be)rauschendes Fest, über das die Dorfbewohner nicht nur das Fischen, sondern auch ihre alte Feindschaft vergessen. Alkohol, Liebe und Müßiggang führen letztendlich zur Befriedung der alten Fehde.

## Aufbau
Wie das gesamte Werk Zolas ist die Novelle der Strömung des Naturalismus zuzuordnen. Die Gattung eignet sich auf Grund ihrer Kürze nur wenig für die detailreichen Ausführungen der Naturalisten. Dies mag ein Grund sein, warum Zola nur eine kleine Anzahl von Werken dieser Textgattung verfasste. Das Fest in Coqueville ist jedoch durch und durch eine klassische Novelle. Sie folgt dem Goethe-Wort von der „sich ereigneten unerhörten Begebenheit“, indem sie die Folgen des Schiffsbruchs, durch den die Alkoholfässer den Fischern ins Netz gehen, wiedergibt. Dieses Ereignis verändert nachhaltig den ganzen Ort. Der Text ist aus der Perspektive des allwissenden Erzählers geschrieben.
Der späte Zola setzte sich in seinen Romanen mit der sozialen Frage, dem politischen Anarchismus, Kollektivismus, Sozialismus und dem utopischen Sozialismus auseinander. Diese Motive werden auch in Das Fest in Coqueville im Mikrokosmos des Dorfes gestreift.
Der Text wird auch als Schwankerzählung eingeordnet. Dem doch sehr humoristischen Element des das Dorfleben verändernden ständigen Besäufnisses wird etwa in der Ausgabe des Ernst Wunderlich Verlags mit den Illustrationen von Ruprecht Haller aus dem Jahr 1953 schon auf dem Einband Rechnung getragen: Er zeigt zwei leicht frivol tanzende Fischerinnen – oder etwa die Ausgabe des Verlags Neues Leben von 1985, deren Einband die Zeichnung von drei verschiedenen halbvollen Likörgläsern zeigt.

## Adaption
Der Stoff fand Eingang in das Musiktheater. Herbert Grube und Kurt Gäbel brachten Das Fest in Coqueville als Musikkomödie in drei Akten auf die Bühne. Uraufführung war am 9. November 1954 in Mainz. Ebenfalls angelehnt an die Handlung ist das 1975 uraufgeführte Ballett in vier Bildern von György Ránki und Imre Keresztes Der Wundertrank oder der Streit der Fischer. Die Brüder Mark und Kenneth Anders adaptierten Zolas Novelle, um sie mit „Stimme und Klavier“ – als musikalische Lesung – vorzutragen.